# Myrmeleon inconspicuus
Myrmeleon inconspicuus är en insektsart som beskrevs av Jules Pièrre Rambur 1842. Myrmeleon inconspicuus ingår i släktet Myrmeleon och familjen myrlejonsländor. Inga underarter finns listade i Catalogue of Life.